# Benito Gutmacher
Benito Gutmacher (* 13. Februar 1950 in Buenos Aires) ist ein argentinischer Schauspieler, Autor und Regisseur.

## Leben und Wirken
Gutmacher ist ein Sohn jüdischer polnischer Auswanderer. Seine Karriere begann er 1970 als Schauspieler mit „Serjeant Musgrave's Dance“ von John Arden. Inspiriert von den Theorien Antonin Artauds und der Tänzerin Iris Scaccheri reiste er 1971 nach Paris, wo er sein Solostück Le cri du corps („Der Schrei des Körpers“) vorführte, das in Le Monde eine positive Kritik erhielt. Seit seinem Auftritt „Le cri du corps“ ist er über 30 Jahre lang an Festivals und Theatern in Frankreich und weiteren europäischen Ländern, Lateinamerika und den USA aufgetreten. 1972 spielte er im Théâtre des Nations in Paris unter der Leitung von Jean-Louis Barrault. 1975 wurde er nach einer Vorführung im Teatro Regina in Buenos Aires in der Zeitung Clarín als einer der besten Schauspieler des Jahres bezeichnet. 1978 begegnete er Alejandro Jodorowsky, der ihm vorschlug, sein Stück Tarot in Paris aufzuführen. 1990 trat er im La MaMa Experimental Theatre Club in New York auf, worauf er in einer Kritik der New York Times als „Virtuose des Körpertheaters“ beschrieben wurde.
Gutmacher hat sich in Europa niedergelassen, wo er während 15 Jahren mit Hector Malamud und Carlos Trafic zusammenarbeitete. Seit 1981 lebt er in Freiburg im Breisgau. In Deutschland hat er über 25 Theaterstücke mit unabhängigen Gruppen zur Aufführung gebracht, darunter „Happy Birthday Herr Kowalek“ und das Kinder-Theaterstück „Jede Menge Müll“ mit dem widu theater in Oldenburg, „Meine Freundin der Computer“ mit dem Theater Fletch Bizzel in Dortmund, „Brief an den Vater“ von Kafka mit Edgar Wiesemann in Freiburg und das alemannische Stück „Lieber e Ma wie gar kei Ärger“ mit der Freiburger Mundartgruppe. 1991 führte er Regie bei „Paradise Later“, einer Solovorführung von Stephan Schulberg, einem Mitglied von The Living Theatre. 2020 führte er Regie im Spielfilm „Der Mann im Café“, dessen Drehbuch Gutmacher auch geschrieben hatte.

## Solo-Theaterstücke
- Le cri du corps (Paris, 1972)
- Hamlet 74 (Paris, 1974)
- Tarot (Paris, 1980)
- Business-Business (Freiburg im Breisgau, 1983)
- Klopapier und Kunst (Freiburg im Breisgau, 1997)

## Presse
- Frühling für Godot
- Theater am Martinstor
- Freie Gruppen im City Theater
- Theaterkurs mit Benito Gutmacher
- Hamlet ist ein Kurde
- Schwester plus Bauplatz sucht Mann
- Den monotonen Alltag durchbrechen
- Die Freie Szene bröckelt schon
- New York Times, 5. Juni 1990
- Badische Zeitung, 4. November 2022